# Labisia obtusifolia
Labisia obtusifolia är en viveväxtart som beskrevs av Hallier f. Labisia obtusifolia ingår i släktet Labisia och familjen viveväxter. Inga underarter finns listade i Catalogue of Life.